# Тазе Бесаев
Тазрет (Тазе) Урусбиевич Бесаев (1910, с. Мастинока, Осетия — 1981) — советский осетинский поэт и прозаик.

## Биография
Учился в педагогическом техникуме во Владикавказе, который окончил в 1930 году. С 1932 по 1937 год — студент Московского историко-филологического факультета Московского государственного педагогического института (ныне Московский педагогический государственный университет). Вернувшись в Осетию, Тазе Бесаев занялся литературной и журналистской деятельности.
Много лет плодотворно работал в северо-осетинском ежемесячном журнале «Мах дуг» («Наша эпоха»), газете «Тох» (ныне «Вести Дигории»).
С 1941 по 1961 года проживал в доме № 17 на улице Куйбышева, затем с 1962 года — в доме № 16 по Набережной улице.

## Творчество
Первые стихи Бесаева начали появляться в периодической печати в 1928 году. В 1931 году вышел его первый сборник поэзии на дигорском диалекте «Народный певец».
Основная тема произведений — историко-революционная, жизнь старой Осетии, события гражданской войны, строительство новой жизни.
Тазе Бесаев — автор сборников стихов и прозы, в том числе, рассказов, легенд, романов и повести на дигорском языке.

## Избранные произведения
- «Суровые годы» (роман)
- «Надежда» (1940, незавершенный роман)
- «Как трудно орлу» (повесть)
- «Серебряная уздечка»
- «Кто из них больше?» (Сказка по мотивам осетинских народных сказок) и др.